# Olsztynek
Olsztynek (do 1945 niem. Hohenstein, prus. Amellingi) – miasto w woj. warmińsko-mazurskim, w powiecie olsztyńskim, siedziba gminy miejsko-wiejskiej Olsztynek. Położone jest w północnej Polsce, 28 km na południe od Olsztyna. Olsztynek leży na Mazurach, na obszarze dawnej ziemi Sasinów, w historycznych Prusach Górnych.
Według danych GUS z 1 stycznia 2024 r. Olsztynek liczył 7165 mieszkańców.

## Nazwa
Niemiecka nazwa zamku, a później miasta, pochodzi od jego założyciela, komtura ostródzkiego Güntera von Hohensteina. W źródłach polskich już w XV w. występuje nazwa zbliżona znaczeniem do obecnej – „Parvum Olstin” – „Mały Olsztyn”, lub Olsztynek.
Mieszkaniec Olsztynka to olsztynczanin, a mieszkanka – olsztynczanka. Przymiotnik od nazwy tego miasta to olsztynecki.

## Dane ogólne
Ośrodek przemysłowo-usługowy i turystyczno-krajoznawczy. Na terenie miasta zlokalizowane są zakłady przemysłu spożywczego, drzewnego i paszowego.

## Historia

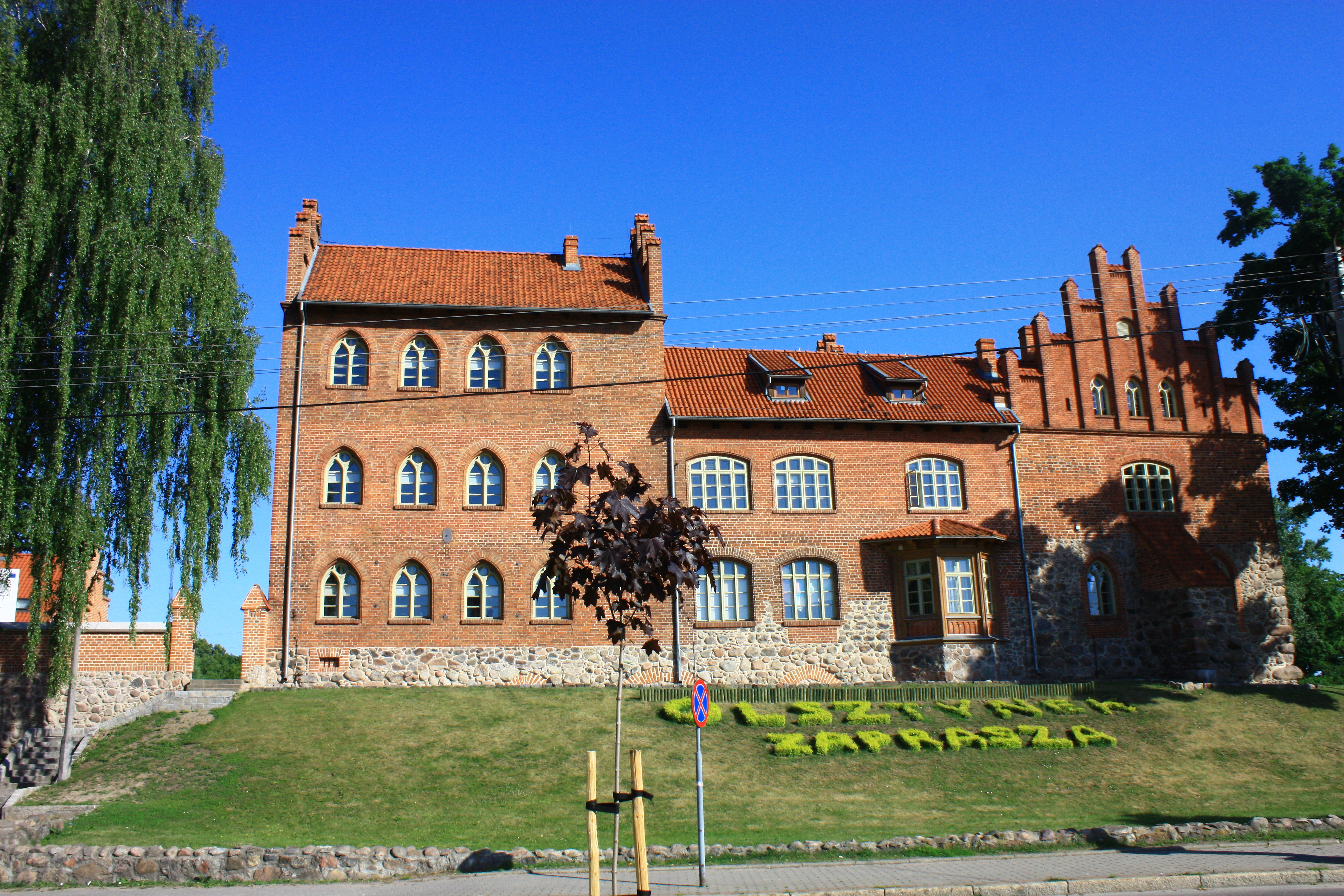
Zamek krzyżacki w Olsztynku

Pierwsza wzmianka o Olsztynku pochodzi z 1351, a prawa miejskie nadane zostały przez wielkiego mistrza Winricha von Kniprodego w 1359 roku. Miasto założono na planie zbliżonym do wielu innych miast krzyżackich. Centralnym jego punktem był obszerny rynek z kościołem i ratuszem, od którego wychodziły dwie prostopadłe ulice. Miasto było obwiedzione murami miejskimi o długości 245 × 170 m i wysokości ok. 10 m, znajdowały się w nich dwie bramy – Wysoka zw. Niemiecką i Nidzicka zw. Polską. Ludność pod koniec średniowiecza liczyła ok. 450 mieszkańców.
W 1410 zamek opanowali mieszczanie, którzy uznali władzę króla polskiego, w 1414 w czasie wojny głodowej miasto ucierpiało od wojsk polskich. W 1444 Olsztynek przystąpił do antykrzyżackiego Związku Pruskiego, na wniosek którego w 1454 król Kazimierz IV Jagiellończyk włączył region z miastem do Królestwa Polskiego. W 1455 miasto znalazło się w rękach krzyżackich, a po wojnie w 1466 na mocy traktatu toruńskiego Olsztynek został przyznany Krzyżakom, będąc zarazem częścią Polski jako lenno. Dopiero w czasie wojny polsko-krzyżackiej w 1520 Olsztynek został zdobyty przez wojska polskie, a hetman wielki koronny Mikołaj Firlej potwierdził przywileje miasta. Od 1525 w granicach zależnych od Polski Prus Książęcych, w 1530 istniał tu polski kościół, przy którym działali wybitni protestanci. Podczas wojny polsko-szwedzkiej w 1628 w mieście stacjonowały polskie oddziały walczące z armią Gustawa Adolfa. W 1656 miasto splądrowały wojska szwedzkie, a rok później spalili je Tatarzy.

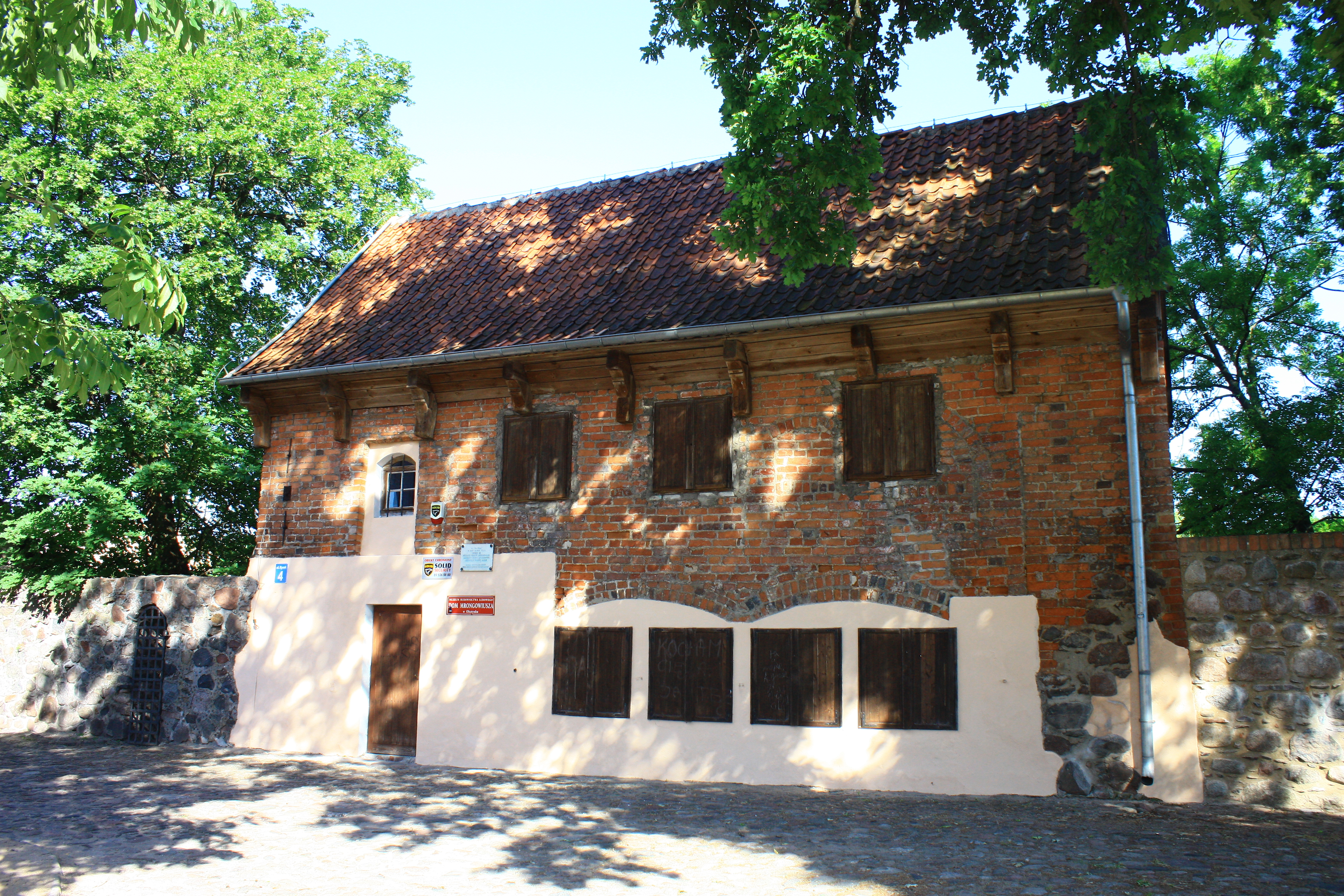
Dom Mrongowiusza

Kolejny wielki pożar miał miejsce w 1685. Olsztynek znajdował się już wówczas w granicach państwa brandenbursko-pruskiego, przekształconego w 1701 w Królestwo Prus. W 1708 wybucha epidemia dżumy, która dziesiątkuje liczbę mieszkańców, w ciągu roku umiera prawie połowa z nich. Miasto w 1740 miało 728 mieszkańców, a w 1811 778 mieszkańców. Od 1752 miasto należało do powiatu morąskiego, w 1764 urodził się tutaj Krzysztof Celestyn Mrongowiusz, wybitny filolog i badacz polskości.

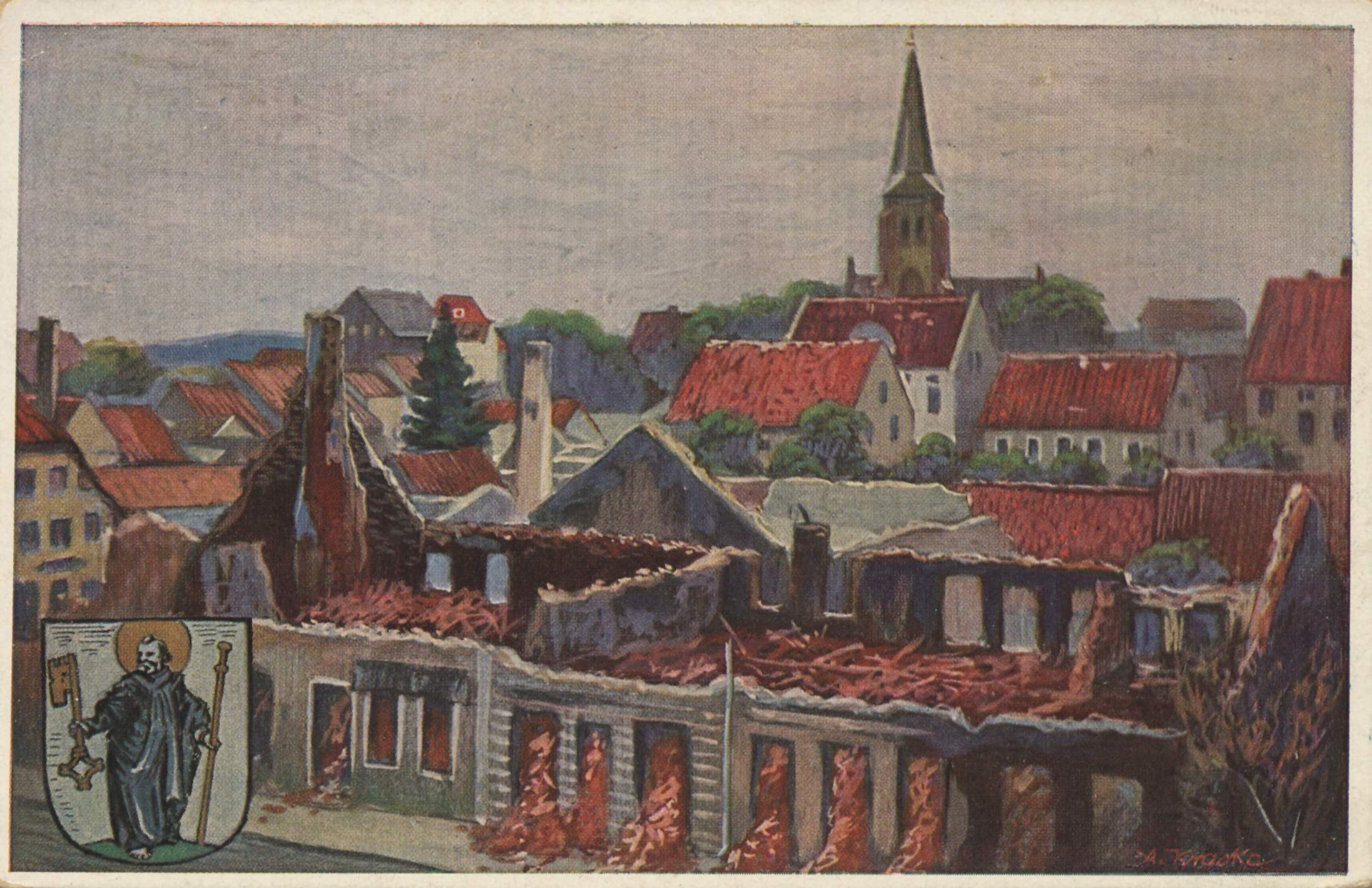
Zniszczony Olsztynek w czasie I wojny światowej

W 1807 podczas wyprawy Napoleona na Rosję w mieście stacjonował marszałek Michel Ney. W 1818 Olsztynek został przyłączony do powiatu ostródzkiego. Od 1854 przez czternaście lat dyrektorem gimnazjum miejskiego był Max Toeppen, jednym z absolwentów tej szkoły był Emil Adolf von Behring, tu w 1870 maturę zdał Hieronim Derdowski. W 1871 miasto znalazło się w granicach Niemiec. Olsztynek w 1887 otrzymał połączenie kolejowe z Olsztynem, rok później z Działdowem, a w 1894 z Ostródą (od 1945 linia nie istnieje). W mieście znajdował się najbardziej aktywny na Mazurach ośrodek antypolskiej Hakaty. Podczas I wojny światowej miasto zajęły wojska rosyjskie, w wyniku prowadzonych walk (bitwa pod Tannenbergiem) znacznie uszkodzono zabudowę i infrastrukturę miejską (ok. 70%).
W latach 1927–1945 w pobliżu miasta znajdował się ogromny monument upamiętniający bitwę pod Tannenbergiem – tzw. Tannenberg-Denkmal. W roku 1934 spoczęły w nim doczesne szczątki prezydenta Rzeszy Paula von Hindenburga, w pogrzebie uczestniczyło prawie pół miliona Niemców.
W okresie od października 1939 do 1945 w mieście zlokalizowany był niemiecki obóz jeniecki Stalag IB Hohenstein. W 1945 Olsztynek został znacznie zniszczony przez wojska sowieckie (30% zabudowy mieszkaniowej i 25% budynków przemysłowych); podobny los spotkał Tannenberg-Denkmal, który został wysadzony przez wojska niemieckie, a po wojnie jego resztki całkowicie usunięto (do dziś na Rynku stoi monumentalny, granitowy lew pochodzący z tego miejsca). W 1945 Olsztynek znalazł się w granicach Polski.
25 sierpnia 2001 roku w Skansenie w Olsztynku odbył się Festiwal Międzynarodowego Obozu „Tęczowy Most” („Rainbow Bridge”), organizowany przez Jolantę Kwaśniewską. Na festiwalu tym wśród zaproszonych gości pojawili się m.in. prezydent Aleksander Kwaśniewski, brazylijski pisarz Paulo Coelho i izraelski polityk Szimon Peres.
W latach 1958–1972 miasto było siedzibą gromady Olsztynek, ale nie należało do niej. W latach 1975–1998 miasto administracyjnie należało do woj. olsztyńskiego.

## Demografia
Według danych z 30 czerwca 2012 miasto miało 7713 mieszkańców.

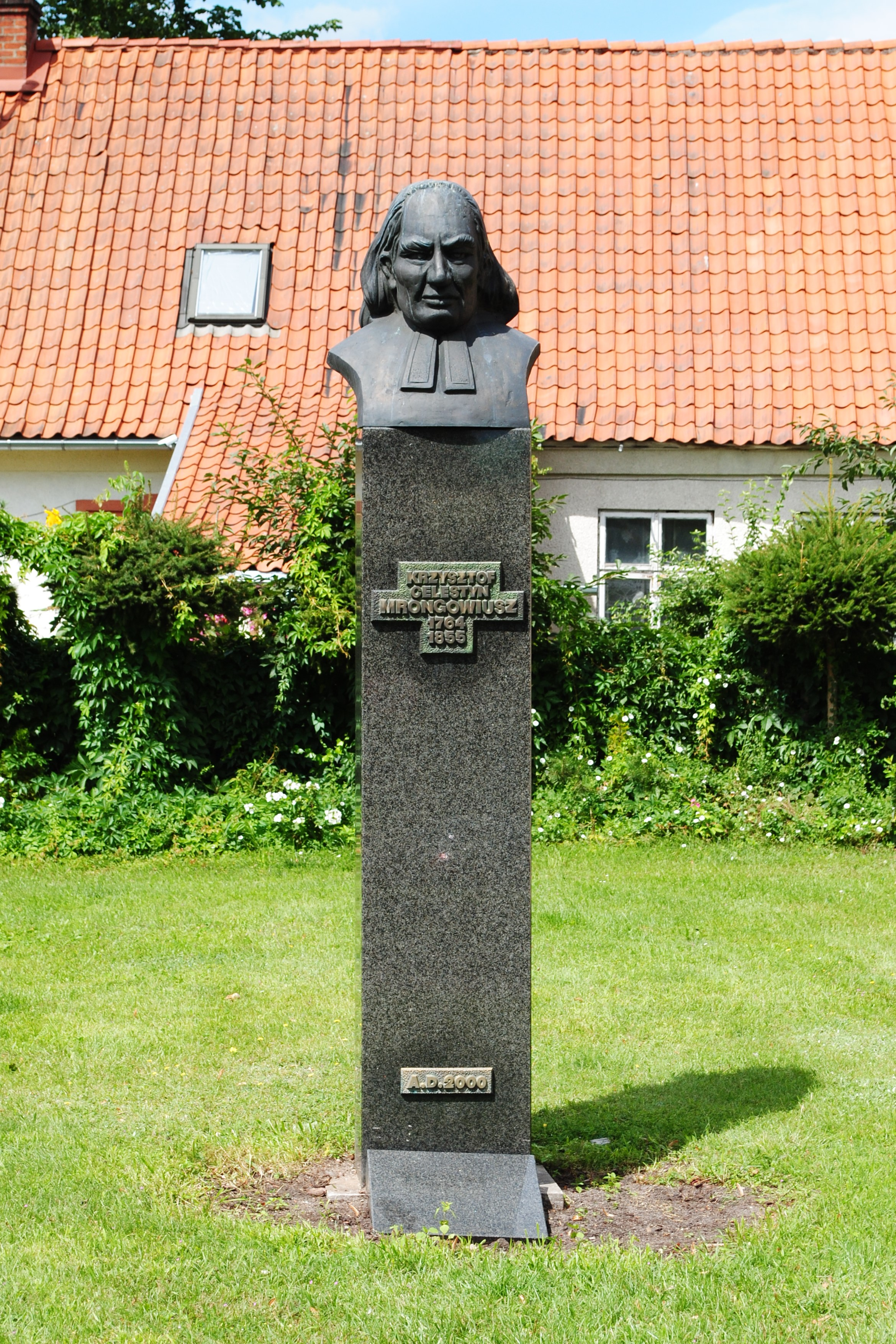
Pomnik Krzysztofa Celestyna Mrongowiusza przy rynku (2024)

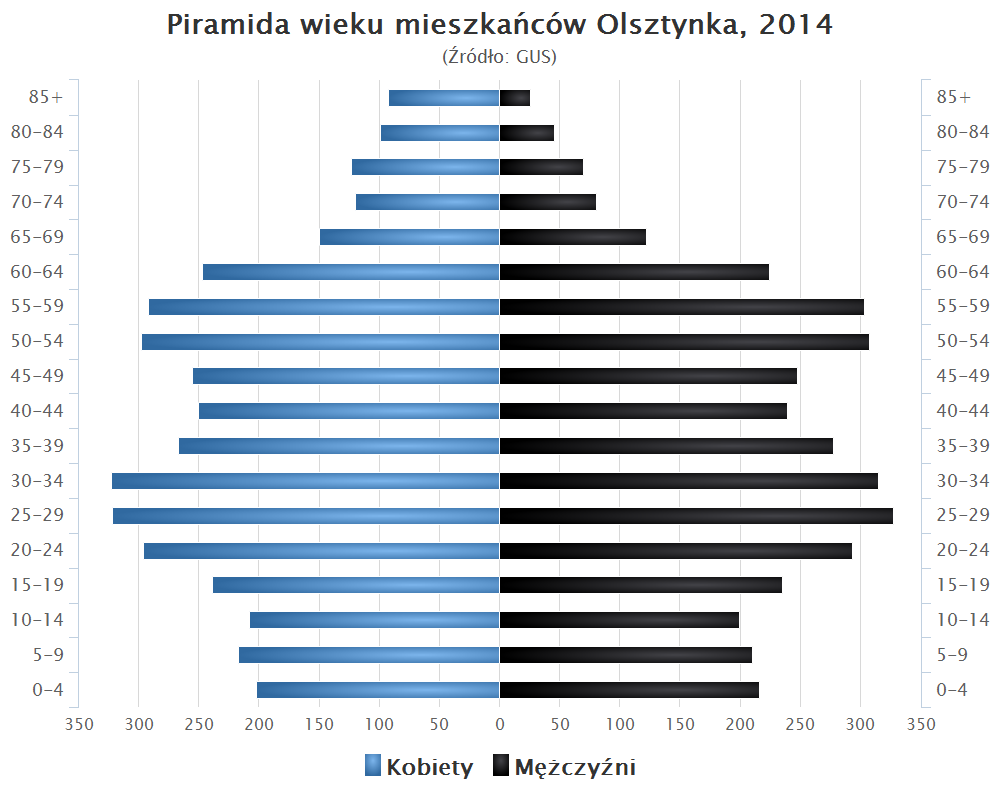
Piramida wieku mieszkańców Olsztynka w 2014 roku

### Liczba mieszkańców
- 1807 – 777 osób;
- 1816 – 940 osób;
- 1852 – 1646 osób;
- 1880 – 2467 osób;
- 1890 – 2563 osób;
- 1939 – 4245 osób;
- 1961 – 4227 osób.

## Zabytki

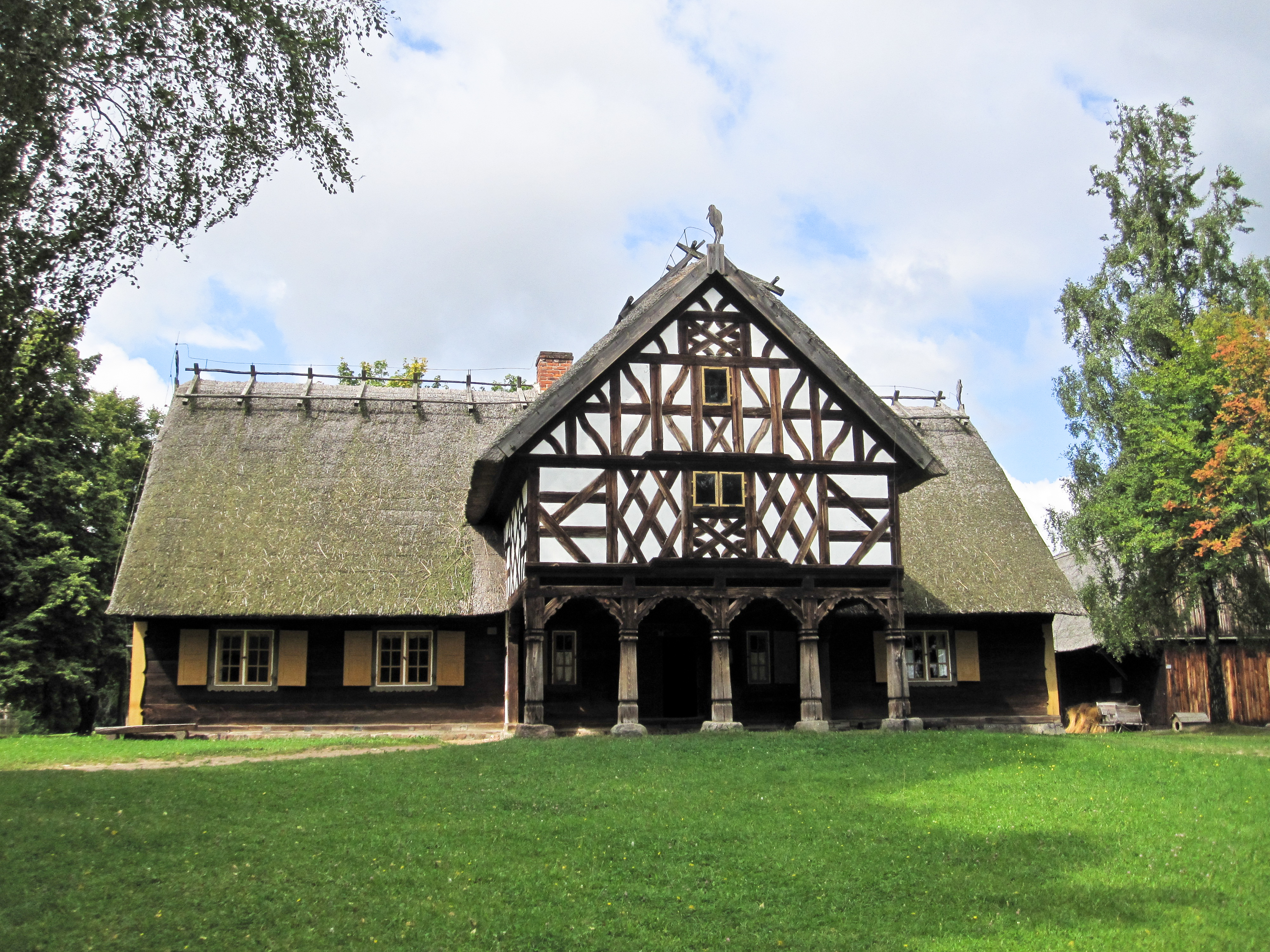
Muzeum Budownictwa Ludowego – Park Etnograficzny

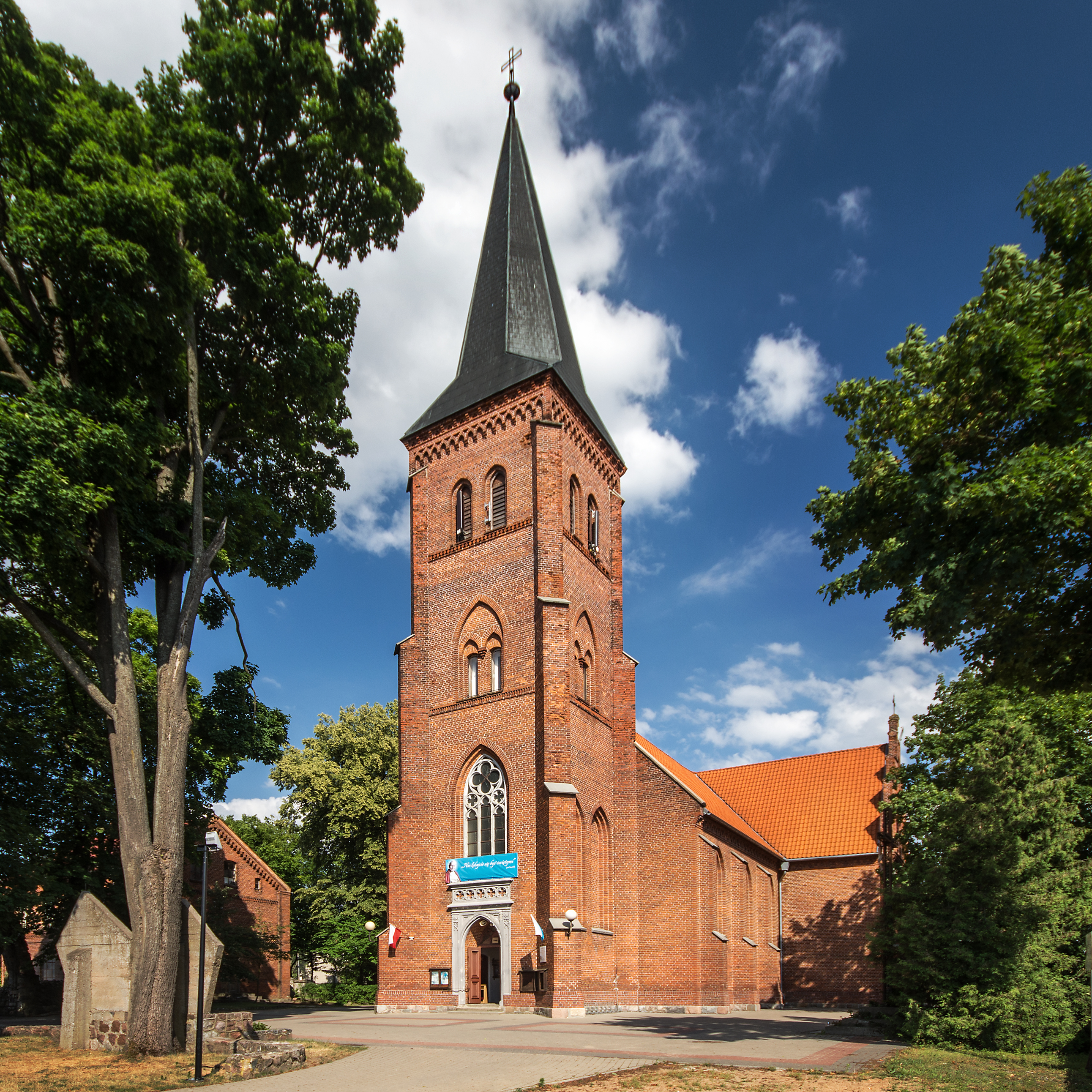
Kościół Najświętszego Serca Pana Jezusa

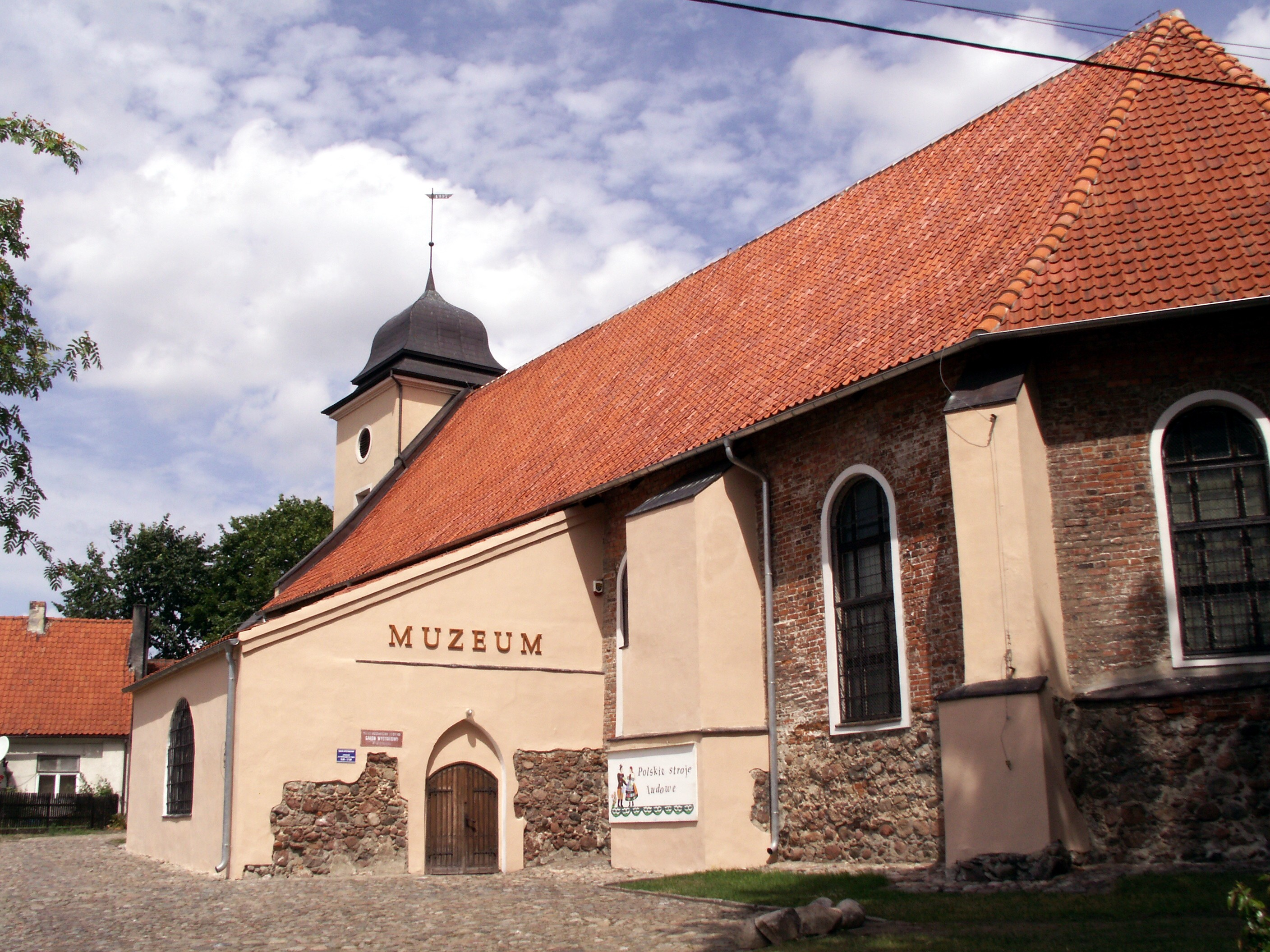
Galeria Muzeum Budownictwa Ludowego, dawny kościół ewangelicki

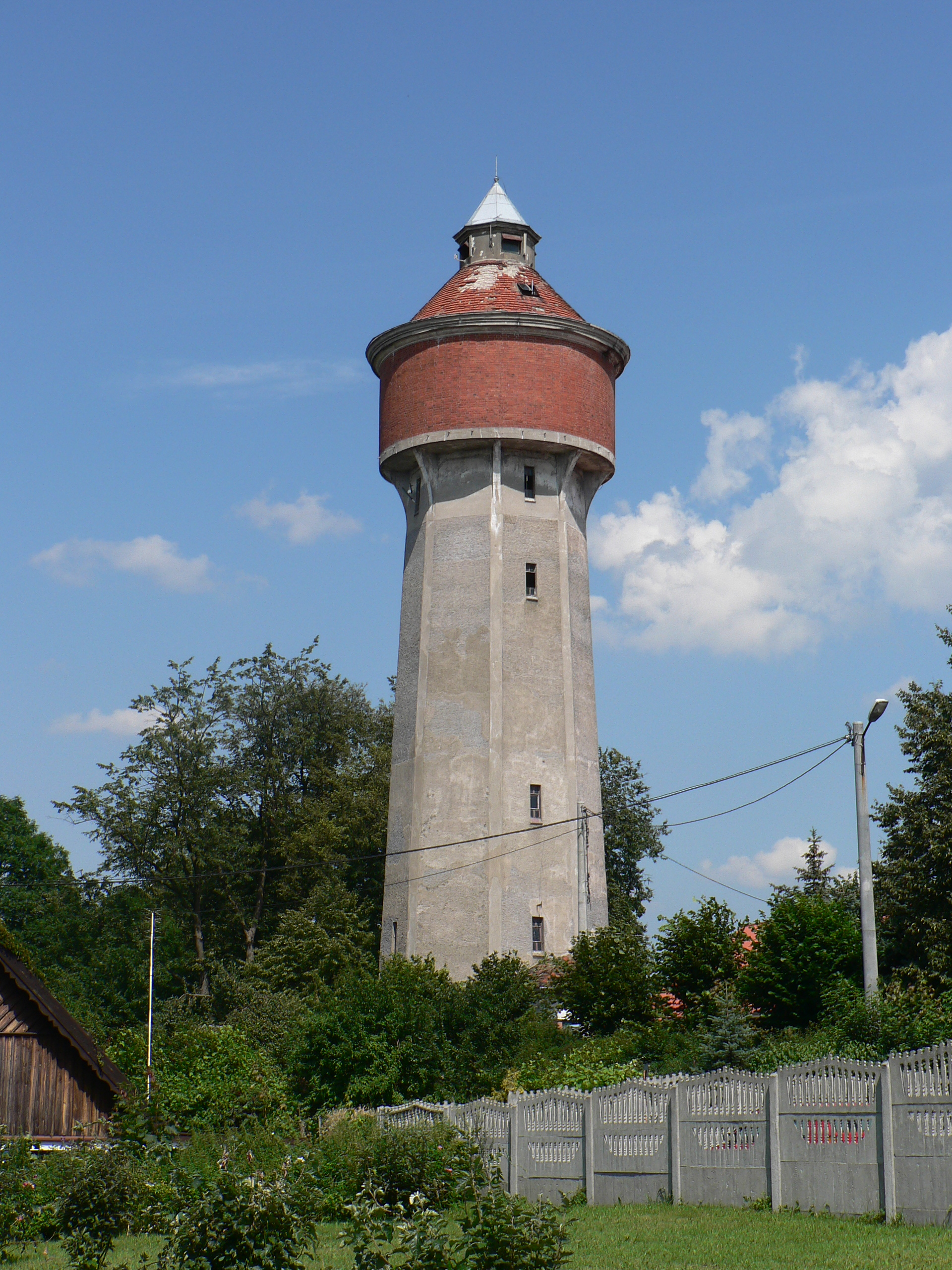
Wieża ciśnień w Olsztynku

Zabytkami godnymi uwagi są: gotycki kościół z XIV wieku i pozostałości murów miejskich z basztami z XV w. (budowane po 1415 roku), a przede wszystkim zamek krzyżacki. Wartym uwagi jest też układ urbanistyczny Starego Miasta, oraz pojedyncze domy z początku XX wieku. W mieście znajduje się skansen – Muzeum Budownictwa Ludowego – Park Etnograficzny.
Według rejestru zabytków NID na listę zabytków wpisane są obiekty:
- założenie urbanistyczne, XIV-XIX, nr rej.: 586 z 20.02.1961 i z 12.06.1968
- kościół par. pw. Najświętszego Serca Pana Jezusa, ul. Chopina 1, 1888, nr rej.: A-2625 z 17.01.2000
- plebania, ul. Chopina 7, 2 poł. XIX, nr rej.: A-4490 z 16.01.2008
- kościół, ob. galeria MBL, XIV, XVII-XVIII, nr rej.: 214 (O/15) z 25.11.1956 (dec. ruiny)
- cmentarz rzym.-kat., ob. komunalny, ul. Grunwaldzka, XIX, nr rej.: 3853 z 7.10.1987
- cmentarz ewangelicko-augsburski, ob. komunalny, ul. Mrongowiusza, XIX, nr rej.: 3854 z 7.10.1987
- cmentarz ewangelicko-augsburski, ob. komunalny, ul. Pionierów, Kamienna, Szeroka, 1 poł. XIX, nr rej.: 3852 z 7.10.1987
- zamek, ob. szkoła, 1 poł. XIV, XVII-XIX, nr rej.: 597 z 7.06.1961 oraz 1232 z 12.06.1968
- mury obronne, XIV, nr rej.: 213 (O/14) z 24.11.1956, w tym dom Mrongowiusza
- ratusz, Rynek 1, 1915–1923, nr rej.: 2624 z 19.01.2001
- dom, ul. Chopina 10, pocz. XX, nr rej.: A-4491 z 22.01.2008
- dom, ul. Mrongowiusza 5, poł. XIX, nr rej.: 2638 z 30.03.1994
- dom, ul. Mrongowiusza 26, XIX, nr rej.: 1233 z 12.06.1968
- dom, ul. Ratuszowa 4, nr rej.: 2648 z 3.07.1991
- d. plebania, ob. dom mieszkalny, Rynek 3, XV, poł. XVIII, XX, nr rej.: 1334 z 21.11.1994
- d. plebania ewangelicka, ob. muzeum, Rynek 8, 1648, XIX, nr rej.: IV-2-46/49 z 10.09.1949 oraz 215 (O/16) z 28.11.1956
- dom, ul. Niepodległości 3, po 1920, nr rej.: 2661 z 23.12.1993
- dom, ul. Niepodległości 27, pocz. XX, nr rej.: A-4493 z 22.01.2008
- dom, ul. Niepodległości 31, pocz. XX, nr rej.: A-4492 z 22.01.2008
- dom, ul. Warszawska 4, po 1915, nr rej.: 1997 z 28.08.1996
- dom, ul. Zamkowa 2, pocz. XX, nr rej.: A-4519 z 11.12.2008
- magazyn, ul. Składowa 9, 1914, nr rej.: 4234 z 2.11.1992
- wodociągowa wieża ciśnień – komunalna, ul. Górna 1, 1906, nr rej.: 2629 z 16.03.2000
- wodociągowa wieża ciśnień – kolejowa, ul. Kolejowa, 1935, nr rej.: 4224 z 18.09.1992

## Honorowi obywatele
- 2004: Tadeusz Kufel – muzealnik; Krzysztof Pawiński – przedsiębiorca; Steffen Blau – członek Rady Związku Gmin Walkenried; Uve Kuschel – niemiecki działacz charytatywny; Christian Meyl – niemiecki działacz charytatywny; Hubertus Schütte – niemiecki działacz samorządowy; Karl-Heinz Woyda – niemiecki funkcjonariusz straży pożarnej i działacz charytatywny.
- 2009: Erwin Kruk – pisarz, poeta i dziennikarz.
- 2014: Irena Petryna – nauczycielka, działaczka samorządowa, posłanka II kadencji Sejmu RP; Kazimierz Kujawa – przedsiębiorca; Ryszard Ziemblicki – działacz samorządowy, leśnik; Jan Nilsson – szwedzki działacz samorządowy; Bernard i Lucienne Moreau – działacze na rzecz współpracy polsko-francuskiej[19].

## Wspólnoty wyznaniowe

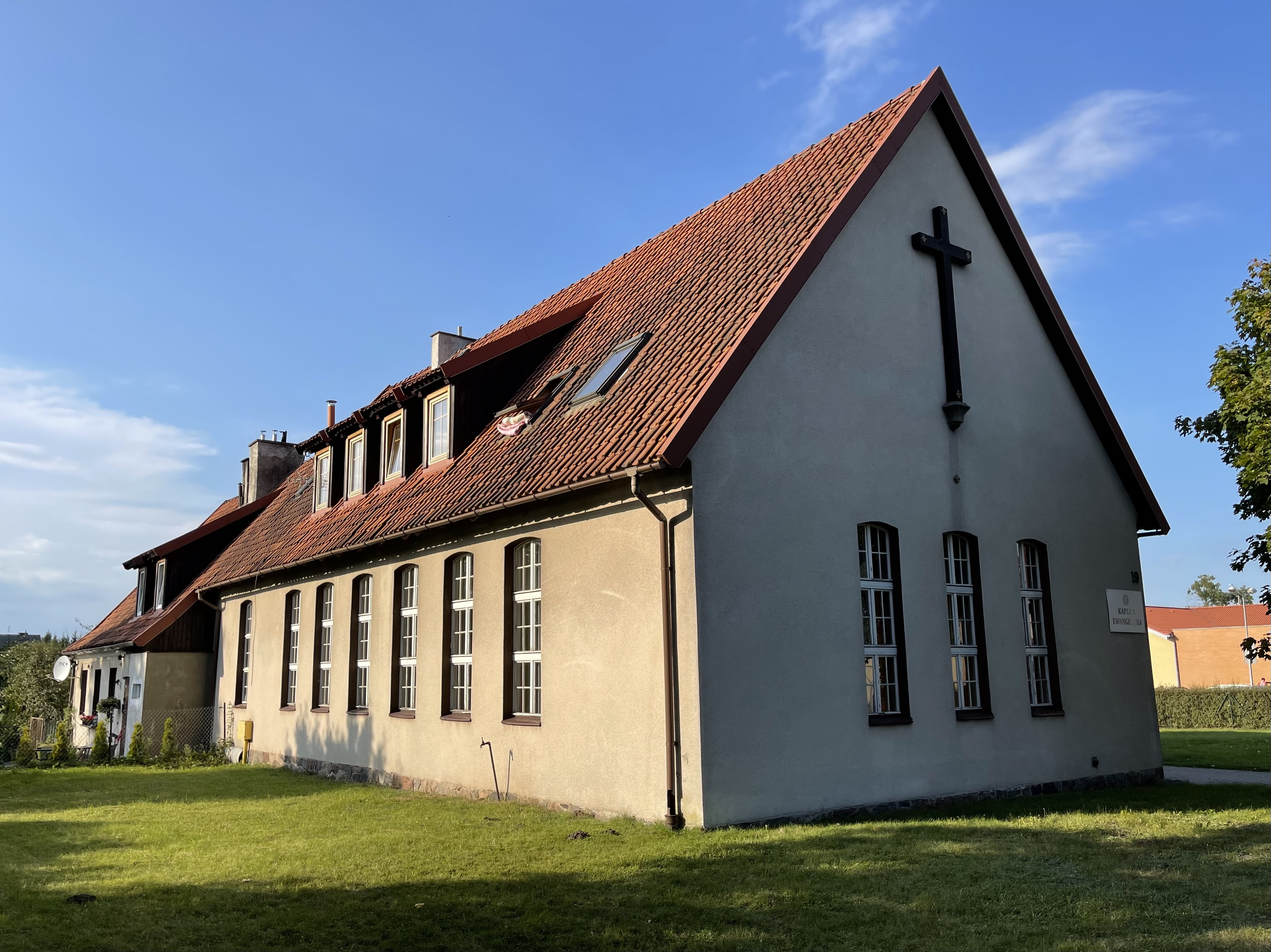
Kaplica Kościoła Ewangelicko-Augsburskiego w Olsztynku

Na terenie Olsztynka działalność religijną prowadzą następujące Kościoły i związki wyznaniowe:
- Kościół Chrześcijan Baptystów:
  - zbór w Olsztynku[20]
- Kościół Ewangelicko-Augsburski:
  - filiał Olsztynek Parafii Ewangelicko-Augsburskiej w Olsztynie – kaplica ul. Mrongowiusza 19[21]
- Kościół Ewangelicko-Metodystyczny:
  - parafia w Olsztynku[22]
- Kościół rzymskokatolicki:
  - parafia bł. Anieli Salawy[23]
  - parafia Najświętszego Serca Pana Jezusa[24]
- Świadkowie Jehowy:
  - zbór Olsztynek (Sala Królestwa ul. Wiśniowa 27 lok. 2)[25][26].

## Transport

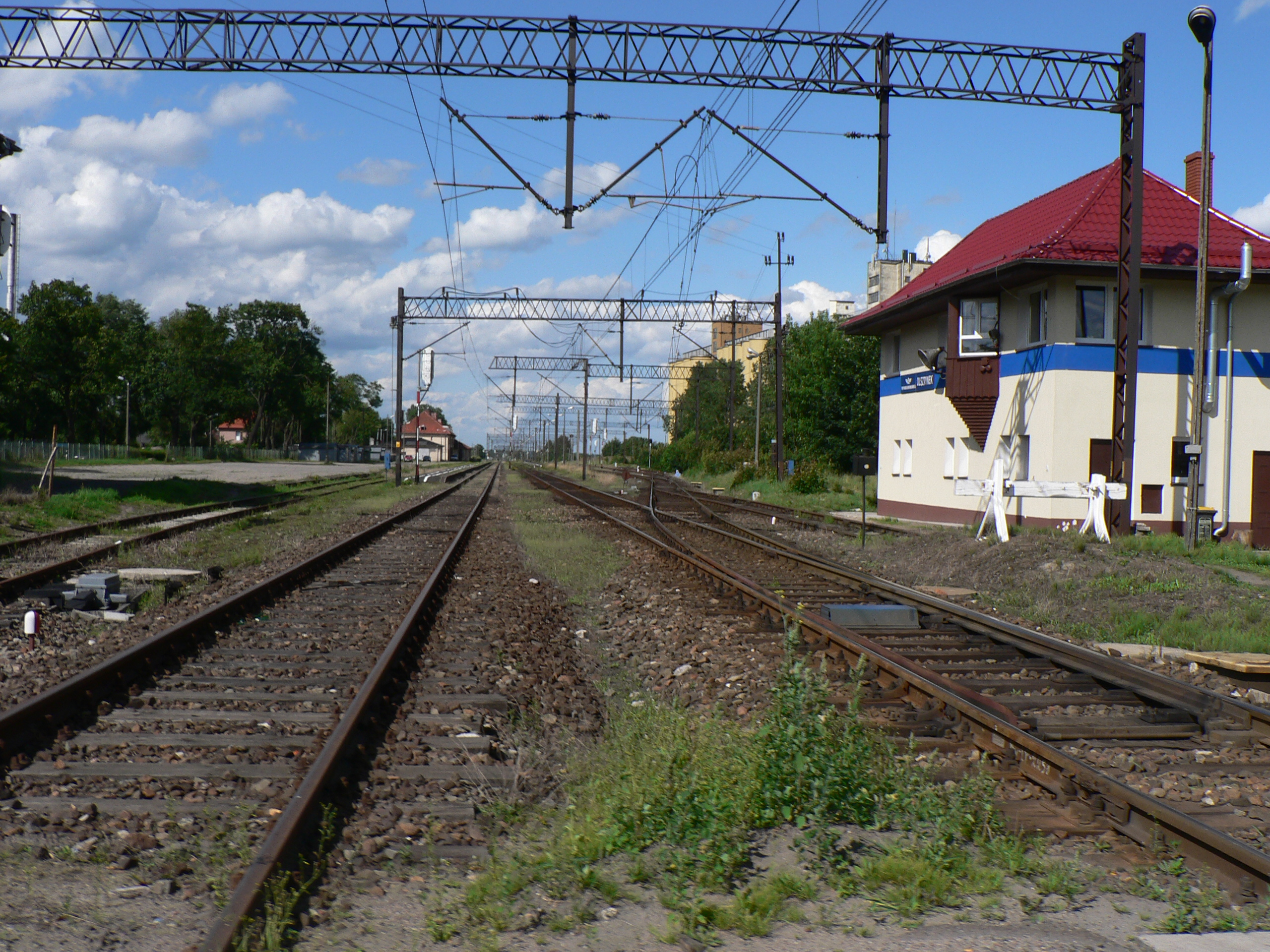
Stacja kolejowa w Olsztynku

Ważny węzeł drogowy, przez miasto przechodzi też linia kolejowa Olsztyn – Działdowo ze stacją Olsztynek.
W mieście krzyżują się drogi krajowe i ekspresowe:
- S7E77  Gdańsk – Elbląg – Warszawa – Radom – Kielce – Kraków – Rabka-Zdrój
- 51 Bezledy – Bartoszyce – Lidzbark Warmiński – Dobre Miasto – Olsztyn – Olsztynek
  - S51 Olsztynek – Olsztyn
- 58 Olsztynek – Szczytno – Pisz – Biała Piska – Szczuczyn

## Sport
W Olsztynku działa klub sportowy Olimpia Olsztynek powstały w 1946 roku. Aktualnie gra w klasie okręgowej.

## Trasy rowerowe

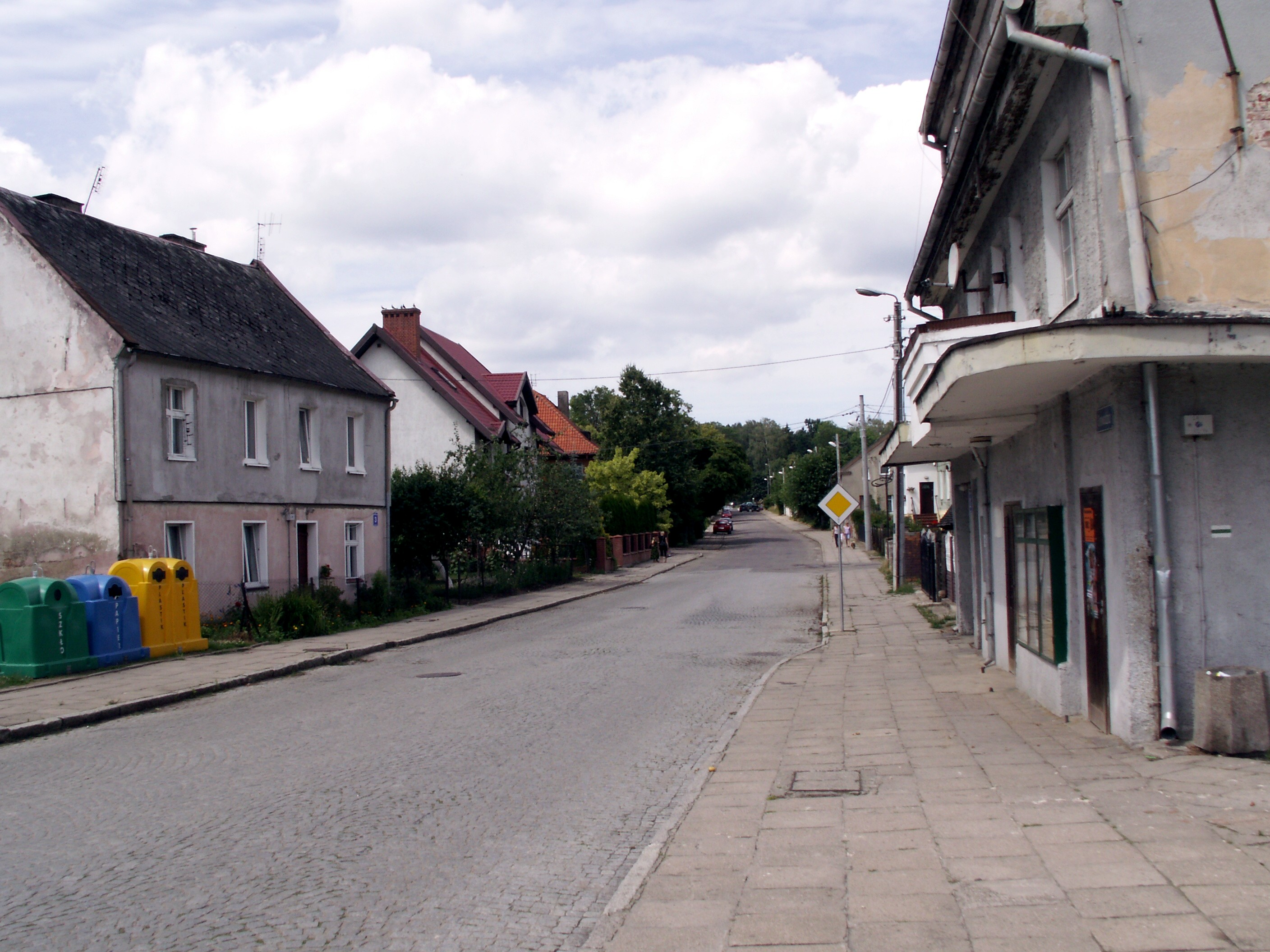
Ulica miasta

Olsztynek jest miastem bogatym w trasy rowerowe. Przez miasto prowadzą m.in.:
 trasa rowerowa czerwona:
- Olsztynek-Makruty (16 km) – Po drodze można zwiedzić skansen i rezerwat bobrów
- Olsztynek-Orzechowo (27 km) – Liczne zabytki, m.in. kościół Jana Chrzciciela w Orzechowie

 trasa rowerowa czarna
- Makruty-Jagiełek (16 km) – Droga prowadzi przez las
- Wegornia-Kurki (8 km) – Trasa prowadzi wśród jezior i lasu

 trasa rowerowa żółta
- Olsztynek-Królikowo (21 km) – Zabytki z okresu wojny, częściowo droga prowadzi przez las
- Kurki-Olsztynek (21 km) – Liczne ośrodki wypoczynkowe

 trasa rowerowa zielona
- Pawłowo-Waszeta (13 km) – Trasa wśród łąk
- Orzechowo-Węgornia (3 km)